# Volcán San Cristóbal
Volcán San Cristóbal (Tepemesquián) es el volcán más alto de Nicaragua. Se ubica en el noroeste del país en la cordillera de los Maribios, y hace una notable escena paisajística para los habitantes del municipio de Chichigalpa, Chinandega. Es también uno de los volcanes más activos de Nicaragua, debido a que hace erupción a menudo.
San Cristóbal es parte de un complejo volcánico de cinco miembros que comparta con él el mismo nombre. El Chonco se ubica a 4 km al oeste, y el Moyotepe está a 4 km al noreste. El Volcán Casita está en el flanco sureste del volcán San Cristóbal. El antiguo cráter La Pelona se ubica al lado oriental del complejo y está ocupado por cultivos. Archivado el 13 de septiembre de 2006 en Wayback Machine.

## Propiedades físicas
El San Cristóbal es el volcán más joven de su complejo. Es un estratovolcán casi simétrico, y se eleva en forma de cono. El declive del suroeste es el más largo, y el punto del cráter en ese lado se eleva 140 metros sobre el del lado noreste, debido a que los vientos soplan predominantemente en ese dirección y distribuyan los productos volcánicos al suroeste. Archivado el 13 de septiembre de 2006 en Wayback Machine.
El cráter tiene las dimensiones 500x600 m. Antiguamente el volcán estuvo cubierto de bosque, los cuales han desaparecido debido a la expulsión constante de gases del mismo.

## Historia de erupciones
1685
Erupcionó tan fuerte que el acontecimiento mereció preservación en los libros de historia.
Agosto de 1919
Produjo retumbos y se sintieron leves sismos en sus cercanías.
Mayo de 1971
Se oyó retumbos y explosiones.
Marzo de 1976
Salieron grandes y altas columnas de humo, y produjo a la vez leves sismos y explosiones que ocurrían cada tres minutos.
c. Diciembre de 1986
Marcada expulsión de gases.
c. Enero de 1987
Expulsionó vastas cantidades de gases.
Mayo de 1997
Entró en un nuevo período eruptivo, echando gases, arena, ceniza y causando leves sismos.
Diciembre de 1999
Lanzaba gases, ceniza y arena.
Mayo y agosto de 2001
Reactivacción.
Abril de 2006
Moderada erupción freática.
Septiembre de 2012
Serie de explosiones y emisiones de ceniza, arena y gases que alcanzan varios kilómetros de altura, visibles desde gran parte del Pacífico de Nicaragua
Diciembre de 2012
Explosión y emisión de cenizas
Abril de 2016
Serie de explosiones de gases, cenizas y fragmentos de rocas
Junio de 2022
Serie de explosiones de gases, cenizas

## Actividad actual
El San Cristóbal permanece bastante activo, expulsando constantemente grandes cantidades de gases y humo. Tan reciente como abril de 2016, se reportó que las aguas de lluvias fuertes penetraron hasta el magma en el centro del volcán, causando estorbas sísmicas y la expulsión de mucho vapor.
Se ha reportado actividad en distintos meses en los años 2017 y 2018 (abril y noviembre). Se reporta expulsión de cenizas el 9 de enero de 2019 a las 11:43 de la mañana y extendiéndose a lo largo del día, siendo de momento este su más reciente manifestación eruptiva

## Turismo
En años recientes se han multiplicado las rutas de turismo de aventura que incluye escalar varios de los volcanes que constituyen la cordillera de los Maribios. Es muy común encontrar turistas extranjeros y nacionales recorriendo estas rutas volcánicas.